# 南崗区
南崗区（なんこう-く）は、中華人民共和国黒龍江省ハルビン市に位置する市轄区。区人民政府の所在地は宣化街261号。

## 歴史
南崗の旧称は秦家崗と称された。これは現在のハルビン駅付近に秦姓の人物が工作を行っていたことに由来する。元来は馬家溝河以北、東清鉄道以南の丘陵地を指しており、清代はアルチュカ（阿勒楚喀）副都統の管轄地であった。
1898年（光緒24年）、東清鉄道敷設に伴い市街地を形成するようになり1907年（光緒33年）には新市街（大直街及び駅を中心とする地区）を市区とし、鉄道沿線の王崗鎮などの村屯を鉄道附属地と定め、ロシア人によるハルビン自治公義会が管轄することとなった。
中華民国が成立すると1926年3月30日に東省特別区市政管理局はロシア人による公議会を解散させ、ハルビン自治臨時委員会が設立、同年6月17日より埠頭区及び新市街がハルビン特別市の管轄とされた。1938年には新市街を馬家溝河以北を南崗区、馬家溝河以南を馬家区とし、1949年10月に馬家区が、1972年8月には浜江区が南崗区に編入され現在に至っている。

## 行政区画
下部に18街道、1鎮、1民族郷を管轄：
- 街道弁事処：花園街道、奮闘路街道、革新街道、文化街道、大成街道、芦家街道、栄市街道、燎原街道、松花江街道、曲綫街道、通達街道、七政街道、和興路街道、哈西街道、保健路街道、先鋒路街道、新春街道、躍進街道
- 鎮：王崗鎮
- 民族郷：紅旗満族郷

## 教育

### 大学
| - ハルビン工業大学 - 哈爾浜医科大学 - 黒竜江大学 - ハルビン工程大学 - ハルビン理工大学 - ハルビン師範大学 - 哈爾浜体育学院 - 哈爾浜学院 | - 黒竜江工程学院昆侖旅遊学院 - 黒竜江職業学院 - 黒龍江旅遊職業技術学院 - 黒竜江農業工程職業学院 - 黒竜江司法警官職業学院 - 黒竜江冰雪体育職業学院 - 黒竜江芸術職業学院 - 黒竜江看護高等専科学校 |  |

## 交通

### 鉄道
- 中国国家鉄路集団
  - 中国鉄路ハルビン局集団公司
    - ハルビン駅
    - ハルビン西駅
    - 王崗駅
- ハルビン地下鉄
  - ■1号線

（哈東駅方面）- 工程大学駅 - 煙廠駅 - 医大一院駅 - 博物館駅 - 鉄路局駅 - 哈工大駅 - 西大橋駅 - 和興路駅 - 学府路駅 - 理工大学駅 - 黒竜江大学駅 - 医大二院駅 - 哈達駅 - 哈南駅 - 同江路駅 -（新疆大街駅方面）
  - ■2号線
  - ■3号線

### 道路
- 高速道路
  -  京哈高速道路
  -  ハルビン環状高速道路

- 国道
  -  G102国道

- 県道
  -  032号県道

## 健康・医療・衛生
- 哈爾浜市工業大学医院
- 哈爾浜工業大学二校区医院
- 哈爾浜医科大学防御保健医院
- 哈爾浜師範大学医院
- 黒龍江中医薬大学附属二院門診